# Molophilus spiniapicalis
Molophilus spiniapicalis är en tvåvingeart som beskrevs av Alexander 1976. Molophilus spiniapicalis ingår i släktet Molophilus och familjen småharkrankar. Inga underarter finns listade i Catalogue of Life.